# Castiddacciu

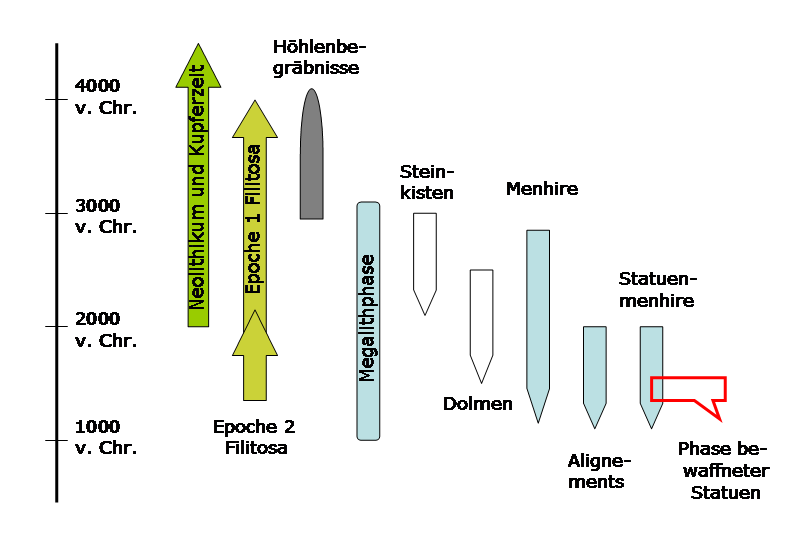
Zeitstellung korsischer Megalithen

Die flächenmäßig kleinste torreanische Höhensiedlung von Castiddacciu beherrscht weithin sichtbar die Umgebung von Tizzano im Sartènais auf der französischen Mittelmeerinsel Korsika.
Die Anlage ist von Zyklopenmauerwerk umgeben. Der befestigte Zugang wird von einer Steinplatte überdacht. Hinter dem Eingang befindet sich links eine erste ummauerte Plattform mit einer rechteckigen Feuerstelle. Rechts steigt man zu einer zweiten, etwa acht mal zehn Meter großen natürlichen Plattform hoch.
Die megalithische Anlage mit Tafonifelsen aus der korsischen Bronzezeit (1000 v. Chr.). wurde 1977 von P. Nebbia und J. C. Ottaviani ausgegraben. Die Funde, die Grundrisszeichnungen (u. a. die einer ovalen Hütte) und Erläuterungen befinden sich im Museum von Sartène.